# Billy Hart
Billy Hart (Washington D. C., 29 de noviembre de 1940)  es un baterista y educador de jazz estadounidense. Es conocido internacionalmente por su trabajo con la banda Mwandishi de Herbie Hancock a principios de la década de 1970, así como con Shirley Horn, Stan Getz y Quest, entre muchos otros.

## Biografía
Nació en Washington D. C.  y creció cerca del Spotlite Club, donde escuchó por primera vez la música de Lee Morgan, Ahmad Jamal y Miles Davis, entre otros. 
Al principio de su carrera actuó con Otis Redding y Sam and Dave, y luego con Buck Hill. Aunque estudió ingeniería mecánica en la Universidad de Howard, dejó la escuela temprano para realizar una gira con Shirley Horn, a quien Hart atribuye haber acelerado su desarrollo musical.  Fue acompañante de los hermanos Montgomery (1961), Jimmy Smith (1964-1966) y Wes Montgomery (1966-1968).  Tras la muerte de Montgomery en 1968, Hart se mudó a la ciudad de Nueva York, donde grabó con McCoy Tyner, Wayne Shorter, Joe Zawinul y Pharoah Sanders (tocando en su famosa grabación Karma en 1969), además de tocar con Eddie Harris, Joanne Brackeen y Marian McPartland. 
Fue miembro del sexteto "Mwandishi" de Herbie Hancock de 1969 a 1973, grabando tres álbumes con Hancock (Mwandishi, Crossings y Sextant) en este período. Posteriormente actuó con Tyner (1973–1974), Stan Getz (1974–1977) y Quest (década de 1980), además de tocar extensamente como independiente (incluida la grabación con Miles Davis en On the Corner de 1972).  Grabó su álbum debut Enchance en 1977, con el apoyo de músicos como Don Pullen, Dave Holland y Dewey Redman. Holland volvió a tocar en el tercer lanzamiento de Hart, Oshumare, en 1984, en el que también participaron Branford Marsalis y Bill Frisell, entre otros.
Desde principios de la década de 1990, ha estado asociado con el Conservatorio de Música de Oberlin.  También enseña en el Conservatorio de Música de Nueva Inglaterra,  además de ocupar un puesto docente adjunto en la Universidad Western Michigan.   También imparte clases privadas a través de la New School y la Universidad de Nueva York. El baterista colabora a menudo en el Stokes Forest Music Camp y en la Dworp Summer Jazz Clinic en Bélgica. 
Formó por primera vez su cuarteto actual (compuesto por Mark Turner, Ethan Iverson y Ben Street) en 2003; Luego grabaron tres álbumes como grupo, el más reciente para ECM Records. También actúa con el guitarrista Assaf Kehati y es miembro de la banda conocida como Cookers, formada normalmente por Eddie Henderson, David Weiss, Craig Handy (ahora Billy Harper), George Cables y Cecil McBee. La banda ha realizado numerosas giras y ha grabado seis álbumes juntos. 
En 2021, fue anunciado como Maestro de Jazz del Fondo Nacional de las Artes (NEA) de 2022, junto con Stanley Clarke, Cassandra Wilson y Donald Harrison, Jr. 
Reside en Montclair, Nueva Jersey, donde tiene un estudio de música descrito por JazzTimes como su "santuario interior".  

## Discografía

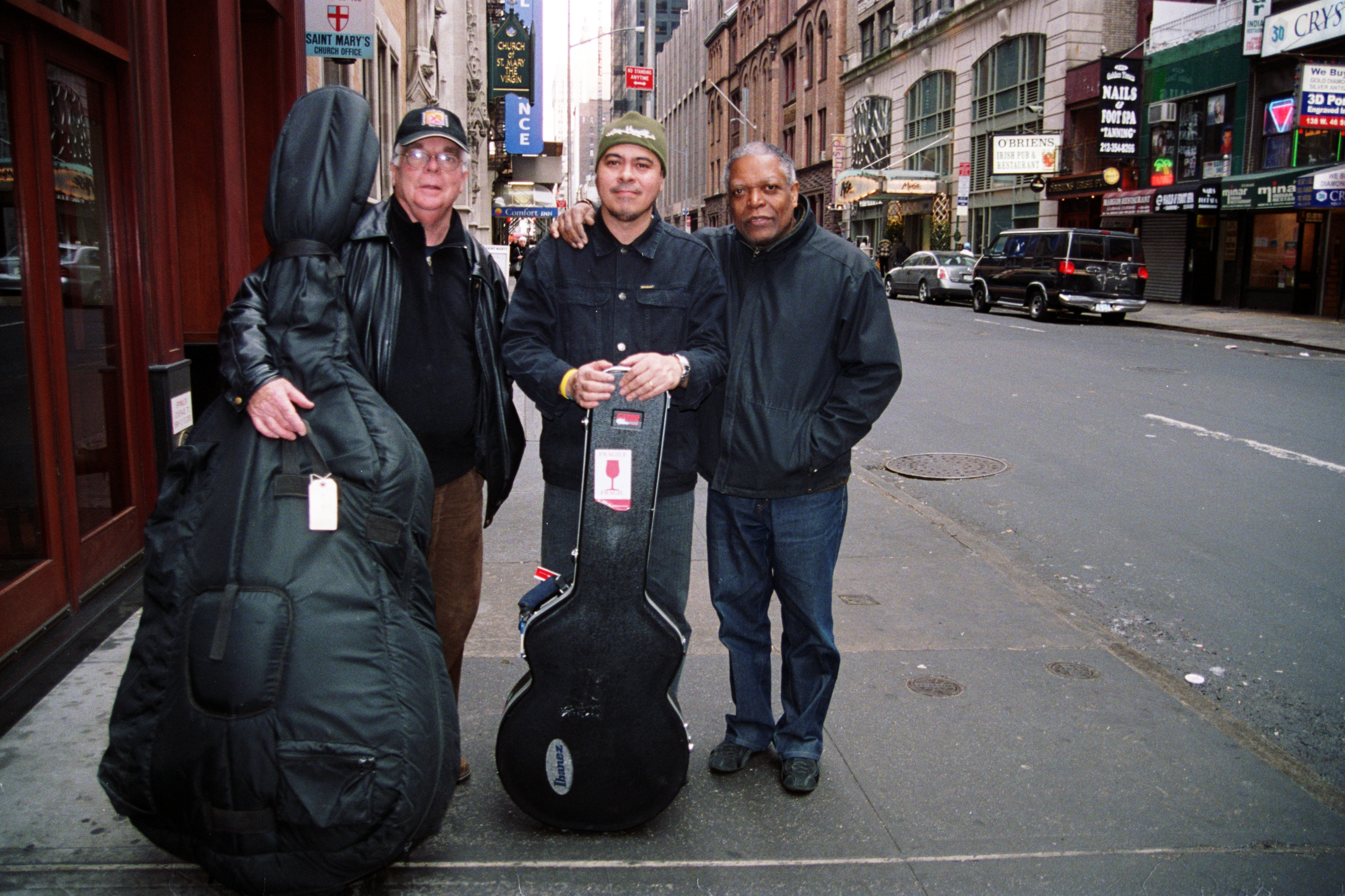
Billy Hart (derecha), Johnny Alegre (centro) y el bajista Ron McClure (izquierda), grabando Johnny Alegre 3 en la ciudad de Nueva York.

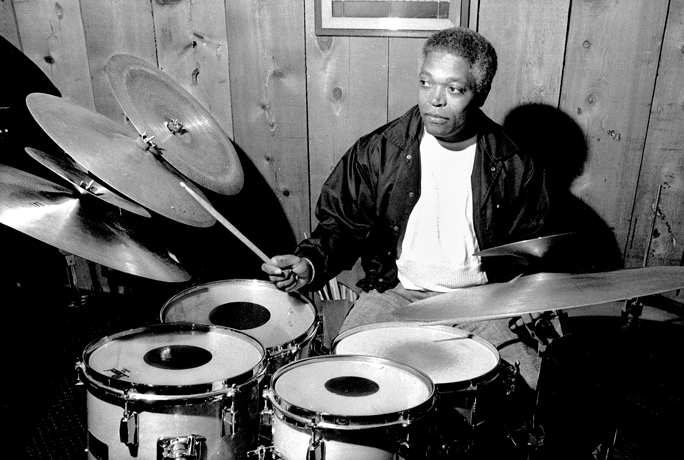
Billy Hart en Bach Dancing & Dynamite Society, Half Moon Bay, California

### Como líder o colíder
- Enchance (Horizon, 1977)
- The Trio with Walter Bishop Jr. & George Mraz (Progressive, 1982)
- Oshumare (Gramavision, 1984)
- Rah (Gramavision, 1988)
- Amethyst (Arabesque, 1993)
- Oceans of Time (Arabesque, 1997)
- Billy Hart Quartet (HighNote, 2006)
- Route F (Enja, 2006)
- Live at the Cafe Damberd (Enja, 2009)
- Sixty-Eight (SteepleChase, 2011)
- All Our Reasons (ECM, 2012)
- Tribal Ghost (NoBusiness, 2013) con John Tchicai, Charlie Kohlhase, Garrison Fewell y Cecil McBee
- One Is the Other (ECM, 2014)

### Como acompañante
Las fechas indican el año de lanzamiento del álbum. Si la grabación se publicó más de un año después, la fecha de grabación va seguida de la fecha de lanzamiento entre paréntesis. "Con" marca grabaciones colaborativas como banda y con los músicos igual crédito por el álbum. De lo contrario, la columna Líder/alineación se ordena por el nombre del músico. Los músicos y los sellos sólo están vinculados en la primera aparición.
| Año            | Líder                                                                                             | Álbum                                                                | Sello            |
| -------------- | ------------------------------------------------------------------------------------------------- | -------------------------------------------------------------------- | ---------------- |
| 1961 [1980]    | Wes Montgomery                                                                                    | Live at Jorgies Jazz Club                                            | VGM              |
| 1961, 1968 [?] | Wes Montgomery                                                                                    | Live at Jorgies Jazz Club and More                                   | VGM              |
| 1963           | Buck Clarke                                                                                       | The Buck Clarke Sound                                                | Argo             |
| 1964           | Jimmy Smith                                                                                       | Christmas Cookin'                                                    | Verve            |
| 1965           | Jimmy Smith                                                                                       | The Amazing Jimmy Smith Trio Live at the Village Gate                | Metro            |
| 1965           | Jimmy Smith                                                                                       | Live in Concert – The Incredible Jimmy Smith                         | Metro            |
| 1965           | Jimmy Smith                                                                                       | La métamorphose des cloportes (O.S.T.)                               | Verve            |
| 1968           | Eddie Harris                                                                                      | Pourquoi l'Amérique (O.S.T.)                                         | AZ               |
| 1968           | Eddie Harris                                                                                      | Silver Cycles                                                        | Atlantic         |
| 1968           | Paul Jeffrey Quintet                                                                              | Electrifying Sounds of the Paul Jeffrey Quintet                      | Savoy            |
| 1969           | Eddie Harris                                                                                      | High Voltage                                                         | Atlantic         |
| 1969           | Eddie Harris                                                                                      | Free Speech                                                          | Atlantic         |
| 1969           | Melvin Jackson                                                                                    | Funky Skull                                                          | Limelight        |
| 1969           | Pharoah Sanders                                                                                   | Karma                                                                | Impulse!         |
| 1969 [1973]    | Pharoah Sanders                                                                                   | Izipho Zam (My Gifts)                                                | Strata-East      |
| 1970           | Marian McPartland                                                                                 | Ambiance                                                             | Halcyon          |
| 1970 [1974]    | McCoy Tyner                                                                                       | Asante                                                               | Blue Note        |
| 1971           | Herbie Hancock                                                                                    | Mwandishi                                                            | Warner Bros.     |
| 1971           | Harold Land                                                                                       | A New Shade of Blue                                                  | Mainstream       |
| 1971           | Wayne Shorter                                                                                     | Odyssey of Iska                                                      | Blue Note        |
| 1971           | Joe Zawinul                                                                                       | Zawinul                                                              | Atlantic         |
| 1972           | Norman Connors                                                                                    | Dance of Magic                                                       | Cobblestone      |
| 1972           | Miles Davis                                                                                       | On the Corner                                                        | Columbia         |
| 1972 [1974]    | Miles Davis                                                                                       | Big Fun                                                              | Columbia         |
| 1972           | Hal Galper                                                                                        | Wild Bird                                                            | Mainstream       |
| 1972           | Herbie Hancock                                                                                    | Crossings                                                            | Warner Bros.     |
| 1972           | James Mtume with the Mtume Umoja Ensemble                                                         | Alkebu-Lan – Land of the Blacks (en vivo en The East)                | Strata-East      |
| 1972           | Pharoah Sanders                                                                                   | Black Unity                                                          | Impulse!         |
| 1972           | Buddy Terry                                                                                       | Pure Dynamite                                                        | Mainstream       |
| 1972           | Pete Yellin                                                                                       | Dance of Allegra                                                     | Mainstream       |
| 1973           | Catalyst                                                                                          | Perception                                                           | Muse             |
| 1973           | Charles Earland                                                                                   | The Dynamite Brothers (O.S.T.)                                       | Prestige         |
| 1973           | Herbie Hancock                                                                                    | Sextant                                                              | Columbia         |
| 1973           | Eddie Henderson                                                                                   | Realization                                                          | Capricorn        |
| 1973           | Marc Levin Ensemble                                                                               | Songs Dances and Prayers                                             | Sweet Dragon     |
| 1974 [1976]    | Walter Bishop Jr.                                                                                 | Valley Land                                                          | Muse             |
| 1974           | Catalyst                                                                                          | Unity                                                                | Muse             |
| 1974           | Carlos Garnett                                                                                    | Black Love                                                           | Muse             |
| 1974           | Eddie Henderson                                                                                   | Inside Out                                                           | Capricorn        |
| 1974           | Azar Lawrence                                                                                     | Bridge into the New Age                                              | Prestige         |
| 1974           | Bennie Maupin                                                                                     | The Jewel in the Lotus                                               | ECM              |
| 1974           | Cecil McBee                                                                                       | Mutima                                                               | Strata-East      |
| 1974 [1977]    | James Mtume                                                                                       | Rebirth Cycle                                                        | Third Street     |
| 1974           | Hannibal Marvin Peterson and The Sunrise Orchestra                                                | Children of the Fire                                                 | Sunrise          |
| 1974           | Charles Sullivan                                                                                  | Genesis                                                              | Strata-East      |
| 1974           | McCoy Tyner                                                                                       | Sama Layuca                                                          | Milestone        |
| 1975           | Kenny Barron                                                                                      | Lucifer                                                              | Muse             |
| 1975           | Joseph Bonner                                                                                     | Triangle                                                             | Whynot           |
| 1975           | Joanne Brackeen                                                                                   | Snooze                                                               | Choice           |
| 1975           | Sonny Fortune                                                                                     | Awakening                                                            | Horizon          |
| 1975           | Stan Getz                                                                                         | Jazz Jamboree 74, Vol. 2                                             | Muza             |
| 1975           | Stan Getz with João Gilberto                                                                      | The Best of Two Worlds                                               | Columbia         |
| 1975 [1982]    | Stan Getz                                                                                         | The Master                                                           | Columbia         |
| 1975           | Eddie Henderson                                                                                   | Sunburst                                                             | Blue Note        |
| 1975           | Bob Moses                                                                                         | Bittersuite in the Ozone                                             | Mozown           |
| 1975           | Michel Sardaby                                                                                    | Gail                                                                 |                  |
| 1975           | Harold Vick                                                                                       | Don't Look Back                                                      | Strata-East      |
| 1975           | Buster Williams                                                                                   | Pinnacle                                                             | Muse             |
| 1975           | Stan Getz (one track, a.o.)                                                                       | Standard School Broadcast "Music Makers": Woodwinds & Reeds          | Chevron          |
| 1976 [1978]    | Joanne Brackeen                                                                                   | Invitation                                                           | Freedom          |
| 1976           | Hal Galper                                                                                        | Reach Out!                                                           | SteepleChase     |
| 1976 [2016]    | Stan Getz with João Gilberto                                                                      | Getz/Gilberto '76                                                    | Resonance        |
| 1976           | Eddie Henderson                                                                                   | Heritage                                                             | Blue Note        |
| 1976           | Pat Martino                                                                                       | Exit                                                                 | Muse             |
| 1976           | Charles Sullivan                                                                                  | Re-Entry                                                             | Whynot           |
| 1976           | Buster Williams                                                                                   | Crystal Reflections                                                  | Muse             |
| 1977           | Black Renaissance                                                                                 | Body, Mind and Spirit                                                | Baystate         |
| 1977 [1979]    | Richard Davis                                                                                     | Harvest                                                              | Muse             |
| 1977           | Stan Getz                                                                                         | Live at Montmartre                                                   | SteepleChase     |
| 1977           | Stan Getz                                                                                         | Another World                                                        | Columbia         |
| 1977           | Stan Getz                                                                                         | Mort d'un pourri (O.S.T.)                                            | Melba            |
| 1977           | Herbie Hancock                                                                                    | V.S.O.P.                                                             | Columbia         |
| 1977           | Eddie Jefferson                                                                                   | The Main Man                                                         | Inner City       |
| 1977           | Andy LaVerne                                                                                      | Another World                                                        | SteepleChase     |
| 1977           | John Spider Martin                                                                                | Absolutely                                                           | Improv           |
| 1977           | Dave McKenna, The Wilbur Little Quartet                                                           | Oil & Vinegar                                                        | Honeydew         |
| 1977           | Niels-Henning Ørsted Pedersen                                                                     | Trio 1                                                               | SteepleChase     |
| 1977           | Niels-Henning Ørsted Pedersen                                                                     | Trio 2                                                               | SteepleChase     |
| 1977           | Doug Raney                                                                                        | Introducing Doug Raney                                               | SteepleChase     |
| 1977           | Zbigniew Seifert                                                                                  | Man of the Light                                                     | MPS              |
| 1977           | John Stowell                                                                                      | Golden Delicious                                                     | Inner City       |
| 1978           | Pepper Adams                                                                                      | Reflectory                                                           | Muse             |
| 1978           | Kenny Barron                                                                                      | Innocence                                                            | Wolf             |
| 1978           | Walter Bishop Jr.                                                                                 | Cubicle                                                              | Muse             |
| 1978 [1982]    | with Walter Bishop, Jr. and George Mraz                                                           | The Trio                                                             | Progressive      |
| 1978           | Hamiet Bluiett                                                                                    | Resolution                                                           | Black Saint      |
| 1978           | Joanne Brackeen                                                                                   | Tring-a-Ling                                                         | Choice           |
| 1978           | Arnett Cobb                                                                                       | Arnett Cobb Is Back                                                  | Progressive      |
| 1978           | Albert Dailey                                                                                     | That Old Feeling                                                     | SteepleChase     |
| 1978           | Billy Harper                                                                                      | Soran-Bushi, B.H.                                                    | Denon            |
| 1978           | Buck Hill                                                                                         | This Is Buck Hill                                                    | SteepleChase     |
| 1978           | Shirley Horn                                                                                      | A Lazy Afternoon                                                     | SteepleChase     |
| 1978           | Jimmy Knepper with Joe Temperley                                                                  | Just Friends                                                         | Hep              |
| 1978           | Hannibal Marvin Peterson                                                                          | Naima                                                                | Eastworld        |
| 1978           | Doug Raney                                                                                        | Cuttin' Loose                                                        | SteepleChase     |
| 1978           | Bobby Watson as Robert Watson                                                                     | Estimated Time of Arrival                                            | Roulette         |
| 1979           | Chico Freeman                                                                                     | Spirit Sensitive                                                     | India Navigation |
| 1979           | Mack Goldsbury                                                                                    | Anthropo-Logic                                                       | Muse             |
| 1979           | Dick Griffin                                                                                      | Now Is the Time                                                      | Trident          |
| 1979           | Glen Hall                                                                                         | The Book of the Heart                                                | Sonora           |
| 1979           | Buck Hill                                                                                         | Scope                                                                | SteepleChase     |
| 1979 [1982]    | Duke Jordan                                                                                       | Thinking of You                                                      | SteepleChase     |
| 1979           | Lee Konitz                                                                                        | Yes, Yes, Nonet                                                      | SteepleChase     |
| 1979 [1984]    | Lee Konitz                                                                                        | Live at Laren                                                        | Soul Note        |
| 1979           | Jim McNeely                                                                                       | The Plot Thickens                                                    | Gatemouth        |
| 1979           | John McNeil Quintet                                                                               | Faun                                                                 | SteepleChase     |
| 1979           | John McNeil & Tom Harrell                                                                         | Look to the Sky                                                      | SteepleChase     |
| 1979           | Cam Newton                                                                                        | The Motive Behind the Smile                                          | Inner City       |
| 1979           | Niels-Henning Ørsted Pedersen Quartet                                                             | Dancing on the Tables                                                | SteepleChase     |
| 1979           | Doug Raney with Jimmy Raney                                                                       | Stolen Moments                                                       | SteepleChase     |
| 1979           | Jimmy Rowles                                                                                      | Paws That Refresh                                                    | Choice           |
| 1979           | John Scofield                                                                                     | Who's Who?                                                           | Arista           |
| 1979           | Louis Smith Quintet                                                                               | Prancin'                                                             | SteepleChase     |
| 1979           | with Clark Terry, Johnny Hartman, Oscar Peterson, Victor Sproles and Chris Woods                  | Ain't Misbehavin'                                                    | Pablo            |
| 1979           | Buster Williams                                                                                   | Heartbeat                                                            | Muse             |
| 1980           | Pierre Dørge Quartet                                                                              | Ballad Round the Left Corner                                         | SteepleChase     |
| 1980           | Teddy Edwards                                                                                     | Out of This World                                                    | SteepleChase     |
| 1980           | Chico Freeman                                                                                     | Peaceful Heart, Gentle Spirit                                        | Contemporary     |
| 1980           | Duke Jordan                                                                                       | Change a Pace                                                        | SteepleChase     |
| 1980           | Mingus Dynasty                                                                                    | Live at Montreux                                                     | Atlantic         |
| 1980           | Doug Raney                                                                                        | Listen                                                               | SteepleChase     |
| 1980           | Mickey Tucker                                                                                     | The Crawl                                                            | Muse             |
| 1980           | Tom Varner                                                                                        | Tom Varner Quartet                                                   | Soul Note        |
| 1980           | Buster Williams                                                                                   | Dreams Come True                                                     | Buddah           |
| 1981           | Pepper Adams                                                                                      | Urban Dreams                                                         | Palo Alto        |
| 1981           | Franco Ambrosetti                                                                                 | Heartbop                                                             | Enja             |
| 1981           | Hamiet Bluiett                                                                                    | Dangerously Suite                                                    | Soul Note        |
| 1981 [1983]    | Buck Hill                                                                                         | Impressions                                                          | SteepleChase     |
| 1981           | Terumasa Hino                                                                                     | Double Rainbow                                                       | CBS/Sony         |
| 1981           | Joachim Kühn                                                                                      | Nightline New York                                                   | Sandra Music     |
| 1981           | Mingus Dynasty                                                                                    | Live at Montreux                                                     | Atlantic         |
| 1981           | Dave Schnitter                                                                                    | Glowing                                                              | Muse             |
| 1982           | Johnny Coles                                                                                      | New Morning                                                          | Criss Cross Jazz |
| 1982           | Art Farmer Quartet                                                                                | A Work of Art                                                        | Concord Jazz     |
| 1982           | Chico Freeman                                                                                     | Tradition in Transition                                              | Elektra Musician |
| 1982           | Stan Getz                                                                                         | Pure Getz                                                            | Concord Jazz     |
| 1982 [1995]    | Stan Getz                                                                                         | Blue Skies                                                           | Concord Jazz     |
| 1982           | Buck Hill                                                                                         | Easy to Love                                                         | SteepleChase     |
| 1982           | Jay Hoggard                                                                                       | Mystic Winds, Tropic Breezes                                         | India Navigation |
| 1982 [1986]    | Jimmy Knepper                                                                                     | 1st Place                                                            | BlackHawk        |
| 1982           | Arnie Lawrence                                                                                    | Renewal                                                              | Palo Alto        |
| 1982           | Cecil McBee                                                                                       | Flying Out                                                           | India Navigation |
| 1983 [1991]    | with Stanley Cowell, Billy Harper and Reggie Workman                                              | Such Great Friends                                                   | Strata-East      |
| 1983           | Chico Freeman                                                                                     | The Search                                                           | India Navigation |
| 1983           | James Newton                                                                                      | James Newton                                                         | Gramavision      |
| 1983           | The Jazztet                                                                                       | Nostalgia                                                            | Baystate         |
| 1983           | Tom Varner                                                                                        | Motion/Stillness                                                     | Soul Note        |
| 1984           | Larry Coryell                                                                                     | Comin' Home                                                          | Muse             |
| 1984           | Chico Freeman feat. Bobby McFerrin                                                                | Tangents                                                             | Elektra Musician |
| 1984           | Kip Hanranhan                                                                                     | Conjure – Music for the Texts of Ishmael Reed                        | American Clavé   |
| 1984           | Jimmy Knepper                                                                                     | I Dream Too Much                                                     | Soul Note        |
| 1984           | James Newton                                                                                      | Luella                                                               | Gramavision      |
| 1985 [1988]    | Pepper Adams                                                                                      | The Adams Effect                                                     | Uptown           |
| 1985           | Paul Bley                                                                                         | My Standard                                                          | SteepleChase     |
| 1985           | Larry Coryell                                                                                     | Equipoise                                                            | Muse             |
| 1985           | Johnny Dyani Quartet                                                                              | Angolian Cry                                                         | SteepleChase     |
| 1985 [1988]    | Duke Jordan                                                                                       | Time on My Hands                                                     | SteeplChase      |
| 1985 [1989]    | Duke Jordan                                                                                       | As Time Goes By                                                      | SteepleChase     |
| 1985           | Didier Lockwood                                                                                   | Out of the Blue                                                      | Gramavision      |
| 1985           | James Newton                                                                                      | The African Flower – The Music of Duke Ellington and Billy Strayhorn | Blue Note        |
| 1985           | Big Nick Nicholas                                                                                 | Big Nick                                                             | India Navigation |
| 1985           | Doug Raney                                                                                        | Guitar Guitar Guitar                                                 | SteepleChase     |
| 1985           | Idrees Sulieman                                                                                   | Groovin'                                                             | SteepleChase     |
| 1986           | Miles Davis                                                                                       | Tutu                                                                 | Warner Bros.     |
| 1986 [1991]    | Shirley Horn Trio                                                                                 | Violets for Your Furs                                                | SteepleChase     |
| 1987           | with Tal Farlow, John Abercrombie, Larry Carlton, Larry Coryell, John Scofield and John Patitucci | All Strings Attached                                                 | Verve            |
| 1987           | Khan Jamal                                                                                        | Thinking of You                                                      | Storyville       |
| 1987           | Ralph Moore                                                                                       | 623 C Street                                                         | Criss Cross Jazz |
| 1987           | with Quest                                                                                        | II                                                                   | Storyville       |
| 1987           | with Quest                                                                                        | Midpoint – Quest III Live at the Montmartre Copenhagen Denmark       | Storyville       |
| 1988           | Gary Bartz Quartet                                                                                | Monsoon                                                              | SteepleChase     |
| 1988           | John Handy                                                                                        | Excursion in Blue                                                    | Quartet          |
| 1988           | Tom Harrell                                                                                       | Stories                                                              | Contemporary     |
| 1988           | Duke Jordan Trio                                                                                  | Time on My Hands                                                     | SteepleChase     |
| 1988           | Mingus Dynasty                                                                                    | Live at the Theatre Boulogne-Billancourt/Paris, Vol. 1               | Soul Note        |
| 1988           | Mingus Dynasty                                                                                    | Live at the Theatre Boulogne-Billancourt/Paris, Vol. 2               | Soul Note        |
| 1988           | with Quest                                                                                        | N.Y. Nites – Standards                                               | PAN Music        |
| 1988           | with Quest                                                                                        | Natural Selection                                                    | Pathfinder/Core  |
| 1988           | Doug Raney                                                                                        | Something's Up                                                       | SteepleChase     |
| 1989           | Paul Bley Trio                                                                                    | The Nearness of You                                                  | SteepleChase     |
| 1989           | with Klaus Ignatzek and Ron McClure                                                               | Take It Easy                                                         | Nuovo            |
| 1989           | Judy Niemack                                                                                      | Long as You're Living                                                | Freelance        |
| 1990           | Joey DeFrancesco                                                                                  | Where Were You?                                                      | Columbia         |
| 1990           | Lars Møller Quartet                                                                               | Pyramid                                                              | Stunt            |
| 1990           | with Quest                                                                                        | Of One Mind                                                          | CMP              |
| 1991           | Joanne Brackeen                                                                                   | Is It Really True                                                    | Konnex           |
| 1991           | Shirley Horn                                                                                      | You Won't Forget Me                                                  | Verve            |
| 1991           | James Newton/David Murray                                                                         | David Murray/James Newton Quintet                                    | DIW              |
| 1992           | Sonny Fortune                                                                                     | It Ain't What It Was                                                 | Konnex           |
| 1992           | with the Western Jazz Quartet (Trent Kynaston, Steve Zegree and Tom Knific)                       | Firebird                                                             |                  |
| 1992           | Jarmo Savolainen                                                                                  | First Sight                                                          | Timeless         |
| 1993           | with Santi Debriano and Arthur Blythe                                                             | 3–Ology                                                              | Konnex           |
| 1993           | Charles Lloyd                                                                                     | The Call                                                             | ECM              |
| 1993           | Karlheinz Miklin Quartet (with Fritz Pauer and Ron McClure)                                       | Decisions                                                            |                  |
| 1993           | Warren Vaché                                                                                      | Horn of Plenty                                                       | Muse             |
| 1994           | with Jerry Bergonzi, Mike Stern, Andy LaVerne and George Mraz                                     | Vertical Reality                                                     | Musidisc         |
| 1994           | George Cables                                                                                     | Quiet Fire                                                           | SteepleChase     |
| 1994           | Stanley Cowell                                                                                    | Setup                                                                | SteepleChase     |
| 1994           | Sonny Fortune                                                                                     | Four in One                                                          | Blue Note        |
| 1994           | Dick Griffin                                                                                      | The Eighth Wonder & More                                             | Konnex           |
| 1994           | with David Liebman and Cecil McBee                                                                | The Seasons                                                          | Soul Note        |
| 1994           | Charles Lloyd                                                                                     | All My Relations                                                     | ECM              |
| 1994           | Joe Lovano                                                                                        | Quartets: Live at the Village Vanguard                               | Blue Note        |
| 1994           | Judy Niemack                                                                                      | Night and the Music                                                  | Freelance        |
| 1994           | Grover Washington, Jr.                                                                            | All My Tomorrows                                                     | Columbia         |
| 1995           | Sonny Fortune                                                                                     | A Better Understanding                                               | Blue Note        |
| 1995           | Shirley Horn                                                                                      | The Main Ingredient                                                  | Verve            |
| 1995           | Cæcilie Norby                                                                                     | Cæcilie Norby                                                        | Blue Note        |
| 1995           | Jarmo Savolainen                                                                                  | True Image                                                           | A-Records        |
| 1996           | George Cables                                                                                     | Dark Side, Light Side                                                | SteepleChase     |
| 1996           | Ray Drummond                                                                                      | Vignettes                                                            | Arabesque        |
| 1996           | Jon Jang Sextet                                                                                   | Two Flowers on a Stem                                                | Soul Note        |
| 1996           | Lee Konitz                                                                                        | It's You                                                             | SteepleChase     |
| 1996           | Charles Lloyd                                                                                     | Canto                                                                | ECM              |
| 1996           | Chris Potter                                                                                      | Moving In                                                            |                  |
| 1997           | Nick Brignola                                                                                     | Poinciana                                                            | Reservoir        |
| 1997 [1999]    | Ray Drummond                                                                                      | 1-2-3-4                                                              | Arabesque        |
| 1997           | Horace Tapscott                                                                                   | Thoughts of Dar es Salaam                                            | Arabesque        |
| 1997           | Valery Ponomarev                                                                                  | A Star for You                                                       | Reservoir        |
| 1998           | Dave Douglas                                                                                      | Moving Portrait                                                      | DIW              |
| 1999           | Kenny Barron                                                                                      | Spirit Song                                                          | Verve            |
| 1999           | with Doug Raney and Joey DeFrancesco                                                              | The Backbeat                                                         | SteepleChase     |
| 2001           | Pat Martino                                                                                       | Live at Yoshi's                                                      | Blue Note        |
| 2001 [2002]    | Curtis Lundy                                                                                      | Purpose                                                              | Justin Time      |
| 2002           | Charles Lloyd                                                                                     | Lift Every Voice                                                     | ECM              |
| 2002 [2005]    | Frank Morgan                                                                                      | Raising the Standard                                                 | HighNote         |
| 2003           | Hilde Vanhove                                                                                     | Insense                                                              | Gandharva        |
| 2003           | Karlheinz Miklin and Ron McClure                                                                  | from here to there                                                   |                  |
| 2003 [2007]    | Frank Morgan                                                                                      | A Night in the Life                                                  | HighNote         |
| 2004           | Frank Morgan                                                                                      | City Nights: Live at the Jazz Standard                               | HighNote         |
| 2004           | Karlheinz Miklin and Ron McClure                                                                  | In Between                                                           |                  |
| 2005           | with Mark O'Leary and Tomasz Stanko                                                               | Levitation                                                           | Leo              |
| 2006           | Frank Morgan                                                                                      | Reflections                                                          | HighNote         |
| 2006           | The Leaders                                                                                       | Spirits Alike                                                        | Double Moon      |
| 2007           | with David Liebman, Richie Beirach and Ron McClure                                                | Redemption                                                           | hatOLOGY         |
| 2007           | with Quest                                                                                        | Re-Dial (Live in Hamburg)                                            | Outnote          |
| 2010           | Jean-Michel Pilc                                                                                  | True Story                                                           | Disques Dreyfus  |
| 2011           | Brian Landrus                                                                                     | Traverse                                                             |                  |
| 2011           | with Quest                                                                                        | Circular Dreaming                                                    | Enja             |
| 2011           | Iñaki Sandoval                                                                                    | Miracielos                                                           |                  |
| 2011           | Tied &amp; Tickled Trio                                                                           | La Place Demon                                                       | Morr             |
| 2012           | Karlheinz Miklin and Heiri Känzig                                                                 | Cymbal Symbols                                                       | TCB Music        |
| 2012           | Odean Pope                                                                                        | Odean's Three                                                        | In+Out           |
| 2014           | Tisziji Munoz                                                                                     | Heart Trance Revelation                                              | Anami            |
| 2014           | Yelena Eckemoff feat. Mark Turner, Joe Locke & George Mraz                                        | A Touch of Radiance                                                  | L & H            |
| 2014           | with Bobby Hutcherson, David Sanborn, Joey DeFrancesco                                            | Enjoy the View                                                       | Blue Note        |
| 2015           | Karlheinz Miklin and Heiri Känzig                                                                 | Encore                                                               |                  |
| 2015           | Yelena Eckemoff feat. Arild Andersen                                                              | Lions                                                                | L & H            |
| 2015           | John Raymond, Dan Tepfer, Joe Martin                                                              | Foreign Territory                                                    | Fresh Sound      |
| 2015           | Aaron Parks feat. Ben Street                                                                      | Find The Way                                                         | ECM              |
| 2016           | Yelena Eckemoff feat. Mark Feldman & Ben Street                                                   | Leaving Everything Behind                                            | L & H            |
| 2016           | Marcos Varela                                                                                     | San Ygnacio                                                          | Origin           |
| 2019           | Joey DeFranceso                                                                                   | In the Key of the Universe                                           | Mack Avenue      |
| 2019           | Bruno Ruder & Rémi Dumoulin                                                                       | Gravitational Waves                                                  |                  |